# لنگر (طرقبه شاندیز)
لنگر نام روستایی از توابع بخش شاندیز شهرستان طرقبه شاندیز در استان خراسان رضوی است.

## جمعیت
این روستا در دهستان شاندیز قرار دارد و براساس سرشماری مرکز آمار ایران در سال ۱۳۸۵، جمعیت آن ۴۳۶ نفر (۹۹خانوار) بوده است.